# Національний природний парк «Кремінські ліси»
Кремі́нські ліси́ — національний природний парк в Україні. Розташований на території Кремінського району Луганської області, біля міста Кремінна. 
Площа природоохоронної території 7 269 га. Перебуває у віданні: Державне агентство лісових ресурсів України.

## Історія створення
Створено указом президента України Володимира Зеленського від 10.09.2019 року № 678/2019.
Кабінет Міністрів України, відповідно до указу, зобов'язано забезпечити:
- затвердження у шестимісячний строк у встановленому порядку Положення про національний природний парк «Кремінські ліси»;
- вирішення протягом 2019—2021 років відповідно до законодавства питання щодо надання НПП «Кремінські ліси» у постійне користування 3121 гектара земель державної власності, що вилучаються у державного підприємства «Кремінське лісомисливське господарство» та проведення державної реєстрації речових прав на відповідні земельні ділянки, а також розроблення проєкту землеустрою з організації та встановлення меж території національного парку;
- розроблення протягом 2019—2021 років і затвердження в установленому порядку Проєкту організації території НПП «Кремінські ліси», охорони, відтворення та рекреаційного використання його природних комплексів і об'єктів.

Створено на базі Сіверсько-Донецького національного природного парку, що існував у 2009—2010 роках.

## Характеристика
Створено з метою збереження, відтворення і ефективного використання цінних природних комплексів та об'єктів, зокрема унікального лісового масиву, в басейні річки Сіверський Донець, що мають важливе природоохоронне, наукове, естетичне, рекреаційне та оздоровче значення. «Кремінські ліси» є найбільшим природним масивом лісів на Сході України. Ця територія визнана цінним осередком збереження північних лісових видів рослин і тварин та входить до складу об'єктів Смарагдової  мережі. Тут збереглися об'єкти історико-археологічної та культурної спадщини України.
До території парку погоджено в установленому порядку включення 7269 гектарів земель державної власності, а саме: 3121 гектара земель, що перебувають у постійному користуванні державного підприємства «Кремінське лісомисливське господарство», що вилучаються у землекористувача та надаються національному природному парку в постійне користування, і 4148 гектарів земель, що перебувають у постійному користуванні державного підприємства «Кремінське лісомисливське господарство» і включаються до території національного природного парку без вилучення у землекористувача.